# Shayban ibn Ahmad ibn Tulun
Shayban ibn Ahmad ibn Tulun, död efter 905, var en tulunidisk emir.
Han var emir i Egypten 904-905. 